# Chisporroteo

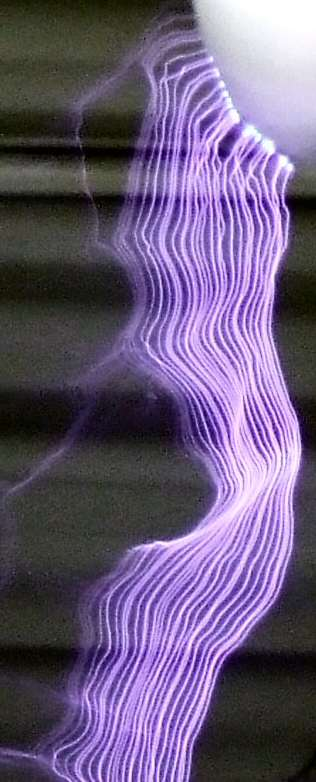
Descarga eléctrica que muestra la forma de cinta de los hilos de plasma de una bobina Tesla.

En electricidad o ingeniería eléctrica, el chisporroteo, es un fenómeno que se produce en un aislante cuando el campo eléctrico es más importante de lo que puede soportar este aislamiento y como consecuencia se forma un arco eléctrico.

## Fallo de aislamiento eléctrico
El chisporroteo está a menudo asociado con el fallo de los materiales aislantes sólidos o líquidos utilizados en el interior de transformadores de alta tensión o condensadores de las redes de distribución de electricidad, por lo general a causa de un cortocircuito o un fusible quemado. El chisporroteo también puede ocurrir a través de los aisladores que suspenden los cables aéreos de transmisión de energía eléctrica, en una Subestación eléctrica, dentro de los cables de alimentación subterráneos o en las líneas cercanas a los árboles.

### Tensión de ruptura en el vacío
En condiciones estándares y presión atmosférica, los gases son un buen material aislante, es necesario la aplicación de una gran diferencia de potencial para llegar a superar la tensión de ruptura. Con el vacío este potencial de ruptura disminuye hasta el punto de que dos superficies no aisladas con diferente potencial pueden inducir la perforación dieléctrica del gas que las rodea. Esto tiene algunas aplicaciones importantes en la industria, como en el caso de la producción de microprocesadores, pero también puede ser un problema para los aparatos dado que una perforación dieléctrica es similar a un cortocircuito.
La tensión de ruptura en el vacío se puede representar como:
{\displaystyle V_{b}={\frac {Bpd}{\ln Apd-\ln[\ln(1+{\frac {1}{\gamma }})]}}},
donde
- {\displaystyle V_{b}} es el potencial de ruptura en voltios, en corriente continua,
- {\displaystyle A} y {\displaystyle B} son constantes que dependen del gas,
- {\displaystyle p} es la presión del gas,
- {\displaystyle d} es la distancia en centímetros entre los electrodos,
- {\displaystyle \gamma } es un coeficiente.